# Väinö Koskela
Väinö Koskela, né le 31 mars 1921 à Virolahti et mort le 10 septembre 2016, est un athlète finlandais spécialiste du fond, affilié au Virolahden Sampo.

## Biographie

### Palmarès
| Date | Compétition           | Lieu      | Résultat | Épreuve  | Performance   |
| ---- | --------------------- | --------- | -------- | -------- | ------------- |
| 1948 | Jeux olympiques d'été | Londres   | 7e       | 5 000 m  | 14 min 41 s 0 |
| 1950 | Championnats d'Europe | Bruxelles | 3e       | 10 000 m | 30 min 30 s 8 |
| 1952 | Jeux olympiques d'été | Helsinki  | 16e      | 10 000 m | 30 min 43 s 0 |

### Records
| Épreuve       | Performance   | Lieu | Date |
| ------------- | ------------- | ---- | ---- |
| 5 000 mètres  | 14 min 13 s 2 |      | 1949 |
| 10 000 mètres | 30 min 10 s 0 |      | 1951 |